# Żdżarka
Żdżarka [pronunciación en polaco: /ˈʐd͡ʐarka/] es un pueblo ubicado en el distrito administrativo de Gmina Hańsk, dentro del Condado de Włodawa, Voivodato de Lublin, en Polonia oriental. Se encuentra aproximadamente a 8 kilómetros al norte de Hańsk, a 14 kilómetros al suroeste de Włodawa, y a 64 kilómetros al este de la capital regional Lublin.